# Old Devonshire House

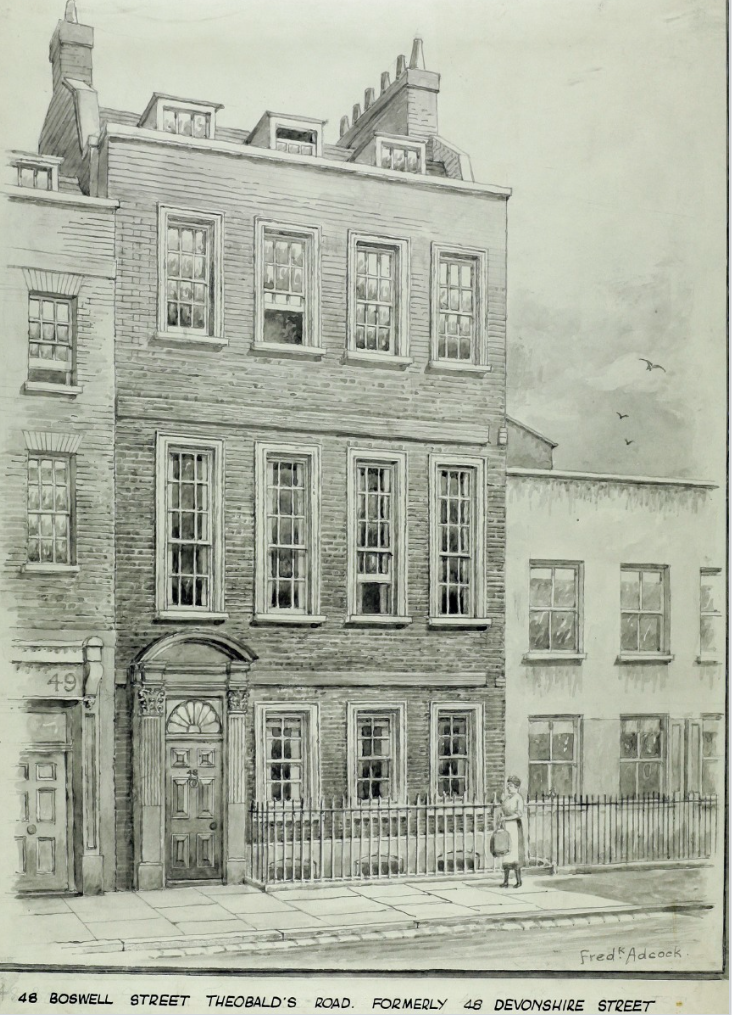
Die Fassade von Old Devonshire House, 48 Boswell Street Theobald’s Road, früher 48 Devonshire Street, von Frederick G. Adcock (1875–1944).

Old Devonshire House in der Boswell Street Theobald’s Road Nr. 48 war ein Herrenhaus im Stadtviertel Bloomsbury in der britischen Hauptstadt London.

## Geschichte
1668 ließ es William Cavendish, 3. Earl of Devonshire, für seinen Sohn, ebenfalls einen William Cavendish, erbauen. Dieser war damals Mitglied des Parlaments für den Wahlkreis Derby und wurde 1694 zum ersten Duke of Devonshire erhoben. Dieses Haus wurde später von William Cavendish, 3. Duke of Devonshire, der das Devonshire House am damals modischen Piccadilly bauen ließ, verkauft.
In den 1930er-Jahren gehörte Old Devonshire House Benton Fletcher, und beherbergte seine Keyboardsammlung. Er stiftete das Haus und seine Keyboardsammlung im November 1937 an den National Trust. Im Mai 1941 wurde das Haus während eine Bombenangriffs der deutschen Luftwaffe auf Holborn zerstört. Der größte Teil der Keyboardsammlung war vorher nach Gloucestershire evakuiert worden. Dort blieb sie bis heute erhalten und ist zurzeit im Fenton House in Hampstead zu sehen.